# Belanova
I Belanova  sono stati un gruppo synthpop messicano della città di Guadalajara, Jalisco. I membri del gruppo sono Denisse Guerrero (voce), Edgar Huerta (programmazione e sintetizzatore), e Ricardo "Richie" Arriola (basso e chitarra).

## Discografia
- Cocktail (2003)
- Dulce beat (2005)
- Dulce Beat Live (2006)
- Fantasía pop (2007)
- Tour Fantasía pop (2008)
- Sueño electro I (2010)
- Sueño electro II (2011)
- Canciones para la luna - Sinfónico en vivo (2013)